# ПортАвентура Ворлд
«ПортАвенту́ра Ворлд» (ісп. PortAventura World) — парк розваг та європейський курорт в Іспанії. Знаходиться в районі Таррагони, поряд з Салоу, приблизно за одну годину їзди на південь від Барселони.
У 2012 році парк відвідали близько 3,5 млн туристів. Це найпопулярніший парк розваг в Іспанії та в Європі.
Один із найбільших курортів на півдні Європи. В межах 30 хвилин їзди розташовані два аеропорти, включаючи міжнародний аеропорт міста Реус. Залізнична станція поруч із «Порт Авентура» об'єднує парк з Барселоною та Салоу.

## Історія та управління
«Порт Авентура» був спроектований і побудований в результаті співпраці двох британських компаній — Tussauds Group и Anheuser-Busch,  а також за участю La Caixa. Universal Studios викупила більшу частину акцій парку і перейменувала парк на Universal’s PortAventura до 1999. Вже до 2002 року там були побудовані два готелі і аквапарк «Коста Карібе», а сам парк з тих пір отримав назву Universal Mediterranea. В 2004 році NBC Universal, материнська компанія Universal Studios, продала парк. В 2005 році La Caixa отримала контроль над компанією в результаті продажу всіх акцій NBC Universal, після чого парк повернув свою назву ПортАвентура.
З моменту створення парк постійно вдосконалюється і розширюється. Сьогодні курорт включає в себе два Парк розваг (ПортАвентура парк, Ferrari Land) аквапарк (Коста Карібе), поле для гольфу (Mediterránea Beach&Golf) та п'ять тематичних готелі.У грудні 2013 року інвестиційний фонд KKR придбав 49,9 % активів «ПортАвенту́ра Ворлд», в то час як Investindustrial продовжує володіти 50,1 %.

## Ціна квитка
Квиток коштує 49 євро. Квиток дозволяє кататися на всіх атракціонах парку будь-яку кількість разів в порядку загальної черги. Можна доплатити в касах і купити експрес-квиток (express-ticket), по якому Ви зможете швидше проходити чергу 
У продажу також є комбо-квитки - на кілька парків (комплексів) і різну кількість днів.

Так, наприклад вхід в PortAventura Park + Ferrari Land на 1 день буде коштувати 60€ (дорослий, с 11 років до 59 років).

А квиток в 3 парки на 4 дні (PortAventura Park + PortAventura Caribe Aquatic Park + Ferrari Land) - 109€ (дорослий, с 11 років до 59 років).

## Розвиток

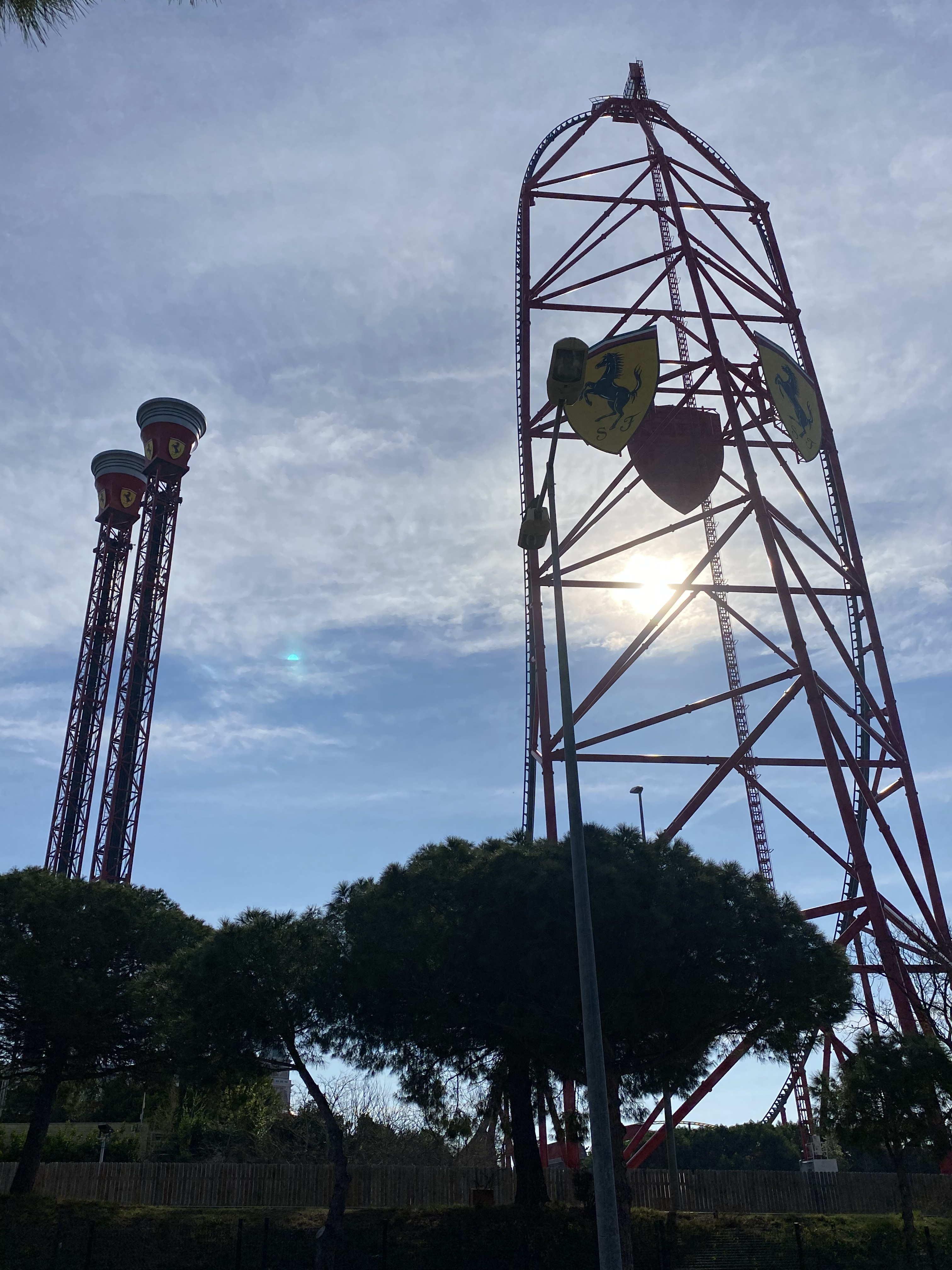
Ferrari Land

У квітні 2014 року «Порт Авентура» представить публіці новий атракціон сімейного типу - «Ангкор: пригоди в загубленому королівстві». Натхненний джунглями Азії, цей проект складається з нового водного атракціону типу boat ride, а також стане європейським стандартом як по своїй протяжності (300 метрів), так і по фантастичній тематиці. Новий атракціон, розташований в зоні Китаю, разом з «Шамбалою» (найвища в Європі американська гірка) дорівнює камбоджійському храмові Ангкор-Ват, який вважається найбільшою в світі релігійною спорудою.
Крім нового атракціону, влітку 2014 «Порт Авентура» прийняв у себе ще одну новинку: виступ Cirque du Soleil з його шоу Кооза, яке збирає близько 2400 глядачів кожен день. «Порт Авентура» - перший європейський курорт, який приймає у себе Cirque du Soleil.
7 квітня 2017 року відкрився тематичний розважальний комплекс Ferrari Land - аналог Ferrari World в Абу-Дабі.

## Структура парку
«Порт Авентура» розділений на шість тематичних зон, кожна з яких представляє одну з історичних цивілізацій, достовірно відтворюючи характерні кожній культурі риси. Все це сприяє повному зануренню в інші «світи». З 1995 по 2010 рік в парку було 5 зон, в 2011 році відкрилася «Сезам Авентура» (дитяча зона).

### Середземномор'я

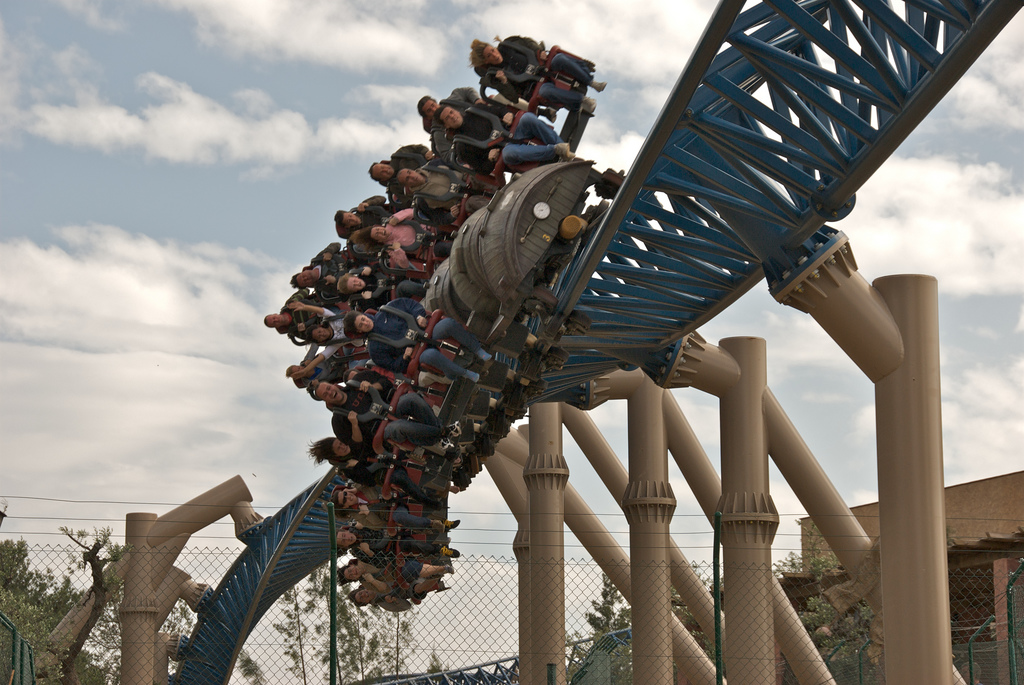
Американські гірки Furius Baco («Лютий Бахус»)

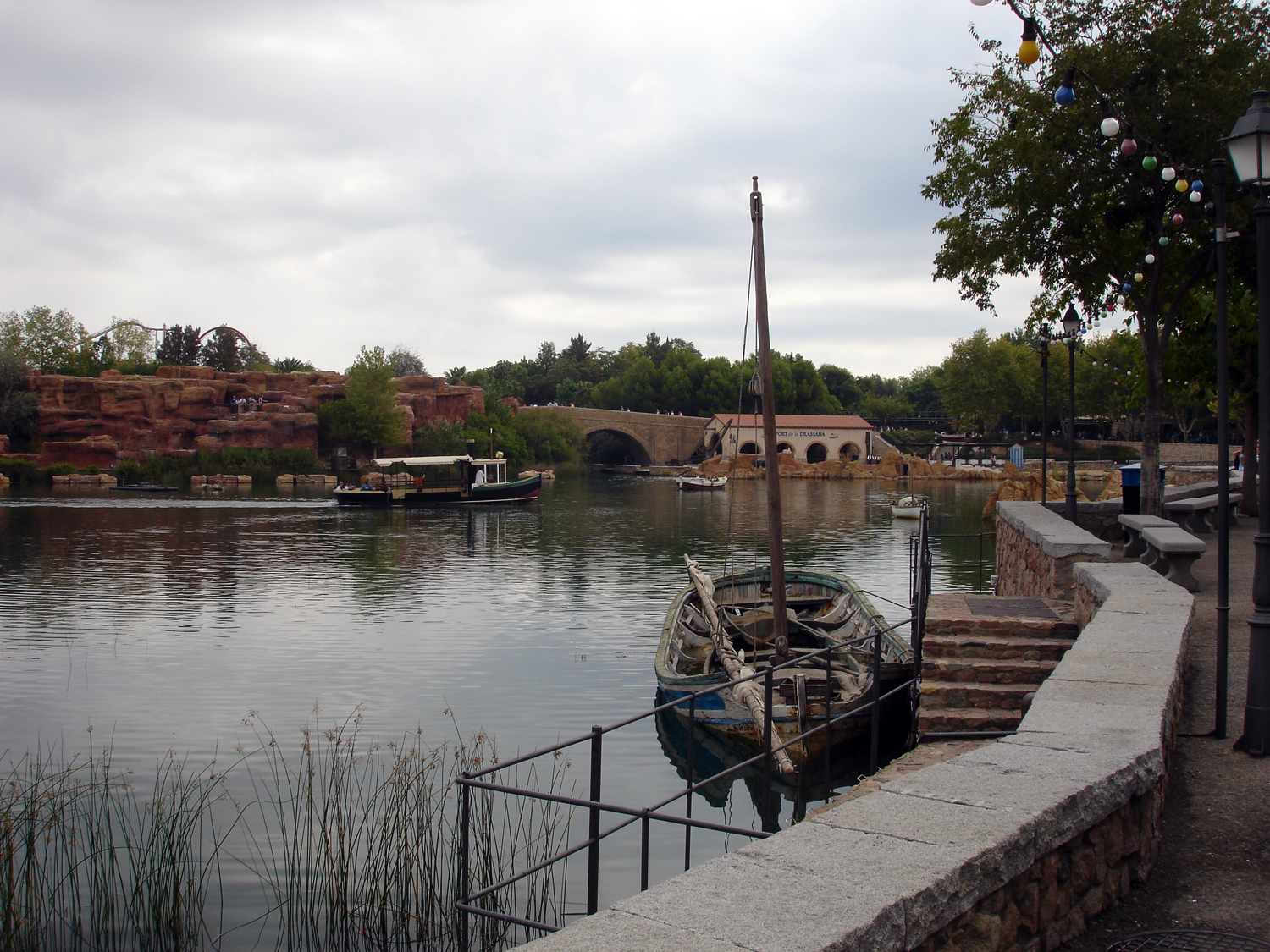
Середземномор'я

«Середземномор'я» - перша частина парку, куди потрапляють відвідувачі відразу з головного входу. У «Середземномор'ї» зосереджена велика кількість ресторанів, кафе, сувенірних магазинів. У цій частині парку знаходиться атракціон Furius Baco (відкритий в 2007 році), що розганяється до 135 км / год (максимальна швидкість) за 3,5 секунди. Обмеження по зростанню:  мінімальний - 1,40 м,  максимальний - 1,95 м.

#### Вистави
- Парад Сезам
- ФіестАвентура

Хеллоуїн:
- Ніч Хеллоуїна
- Парад Хеллоуїн

Різдво:
- Прибуття королівських посланців
- Різдвяний парад
- Хід волхвів

### Дикий захід

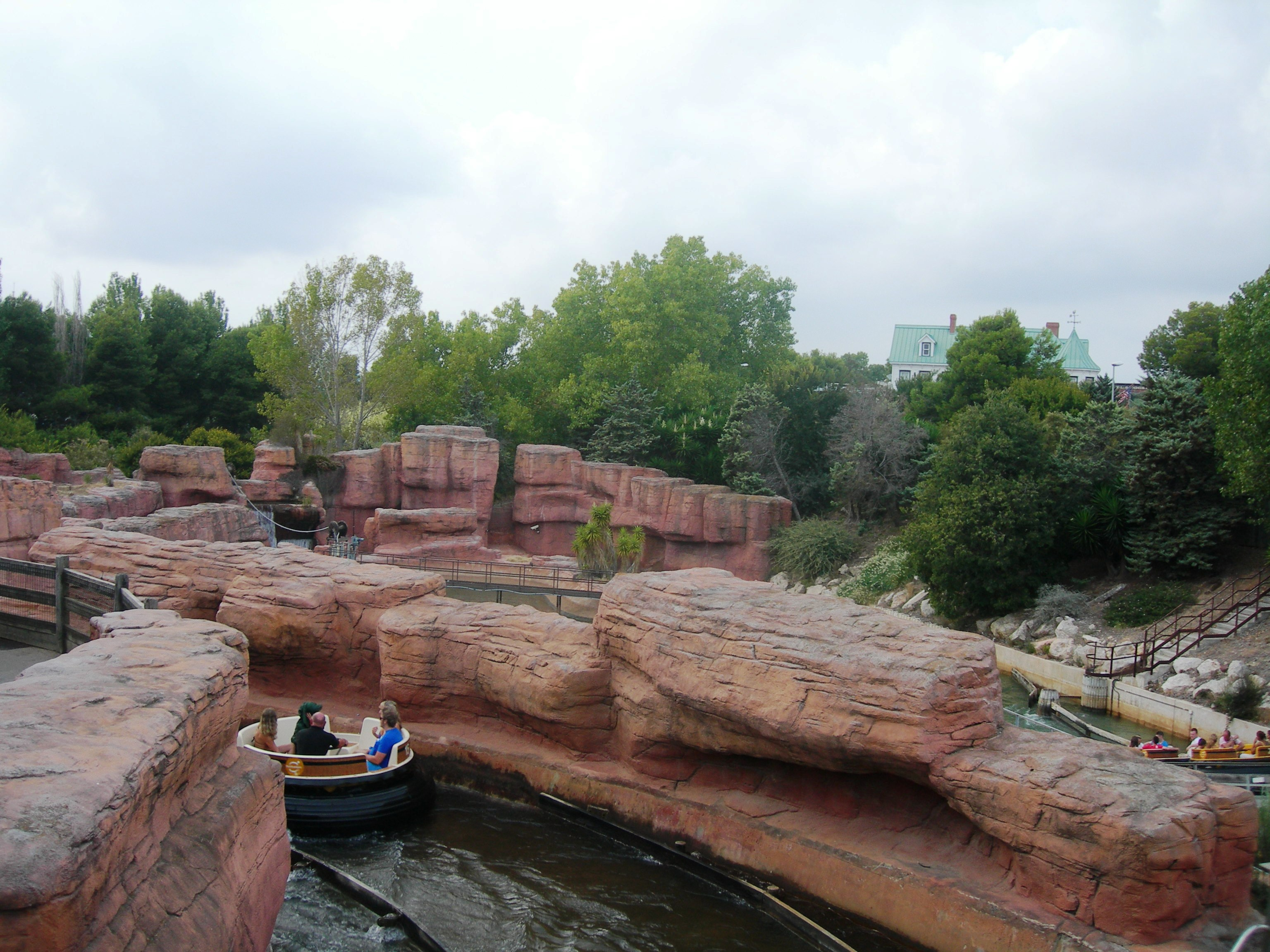
Гранд-каньйон на «Дикому Заході»

У цій частині парку все нагадує часи освоєння Дикого Заходу Америки. Ковбойський дух, американські пейзажі, будинки, музика та ін. Особливий інтерес в даній тематичній зоні викликають такі атракціони: Silver River Flume, Stampida, Tomahawk, Grand Canyon Rapids.
- Silver River Flume - водний атракціон, який представляє з себе річку з перепадами висот.
- Stampida - дерев'яні американські гонки на вагонетках, що рухаються по паралельних маршрутах.
- Tomahawk - дерев'яні американські гірки на одиночних вагонетках.
- Grand Canyon Rapids - водний атракціон, де відвідувачеві пропонується прокотитися по гірській річці на великому балоні.

#### Вистави
- Дикий Дикий Захід
- Салон Роксі

Хеллоуїн:
- Жахи кається
- Любов вампірів
- Дикий дикий Хеллоуїн
- Вампіри: вечірнє шоу

Різдво:
- Різдво з Бетті Буп
- Різдвяна мрія
- Різдвяне Євангеліє
- Порт Авентура в льоду
- Чемпіони на льоду

### Мексика

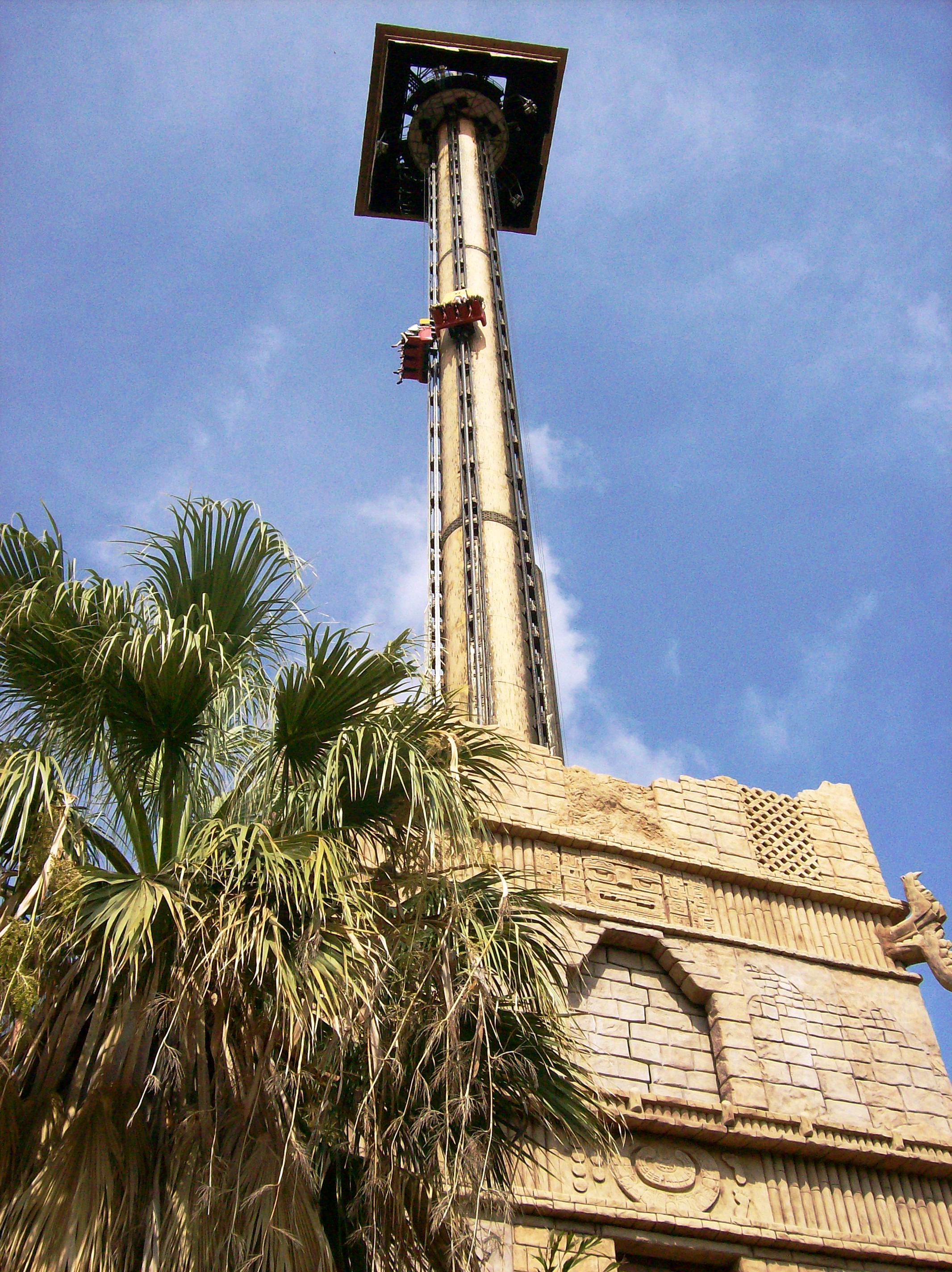
Hurakan Condor

Барвисті атракціони і безліч кафе мексиканської кухні.
У цій зоні знаходиться один з найновіших (2006-й рік створення) і популярних атракціон Авентура - Hurakan Condor. Висота 115 м, вільне падіння 86 м. Обмеження по зростанню: мінімальний - 1,40 м, максимальний - 1,95 м.
Також на території даної зони знаходиться атракціон El Diablo - Tren de la Mina - американські гірки по протяжності маршруту, без різких перепадів висот.

#### Вистави
- Храм вогню

Хелловін
- Ритуал майя
- Храм вогню: прокляття майя

Різдво:
- Чарівний ліс
- Свято Різдва

### Китай

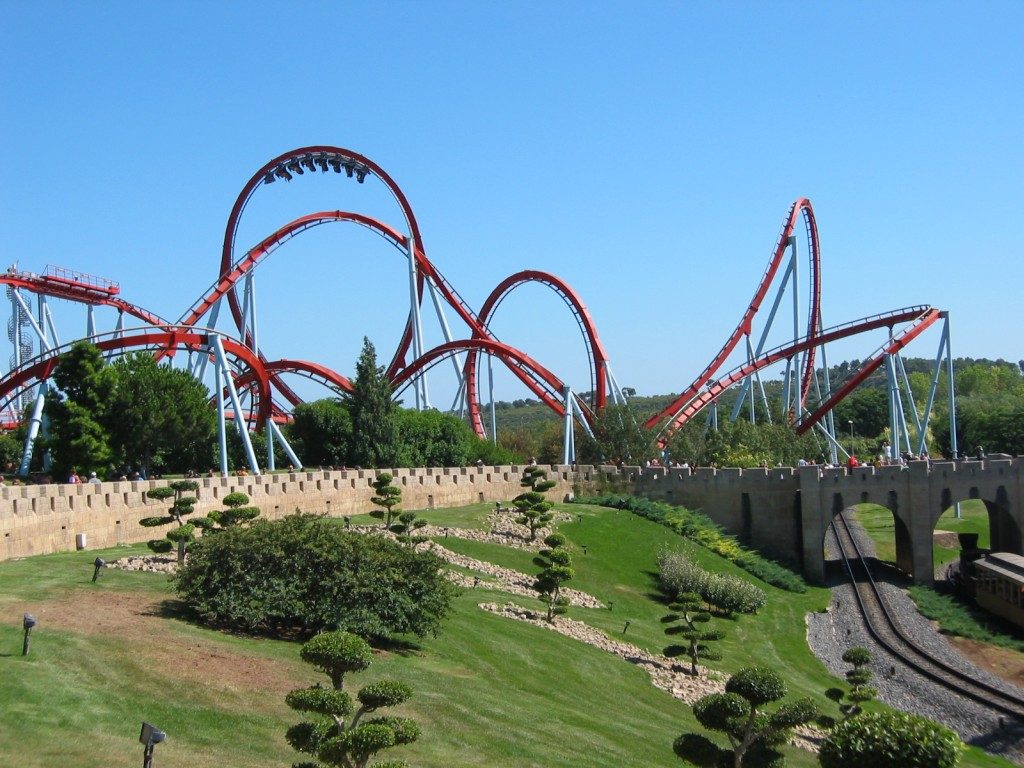
Аттракціон Dragon Khan

Тут просто Чайна-таун в найкращому його прояві. Атракціон Dragon Khan (Дракон Хань) є істинною пам'яткою парку розваг. Довжина маршруту - одна тисяча двісті шістьдесят дев'ять метрів, на яких розташовано 8 мертвих петель. Час - 1 хв 45 сек. Обмеження по зростанню - 140 см.
12 травня 2012 рік а відбулося відкриття нових гірок «Шамбала» (Shambhala), що б'ють всі рекорди швидкості і висоти. Атракціон б'є три європейські рекорди:
1. Найвищі гірки в Європі (76 метрів)
2. Американські гірки з найдовшим падінням (78 метрів)
3. Найшвидший європейський hypercoaster (гірки з висотою від 60 до 90 м, без перевертають елементів і з запуском з гори) Він досягне 134 км / ч вже на першому спуску.

Атракціон 5 camelbacks (підйомів під час пробігу), найменший з яких має висоту еквівалентну 7-поверхової будівлі. На кожному з цих camelbacks пасажири будуть відчувати ефект, відомий як air time, втрачаючи контакт з сидінням. Це буде походити на різкі перепади рівня на ґрунтовій дорозі, але набагато більш інтенсивні.
На атракціоні працюють 3 поїзди, з 32 місцями кожен, які можуть пробігати по маршруту одночасно. Обмеження по зростанню: мінімальний - 1,40 м.

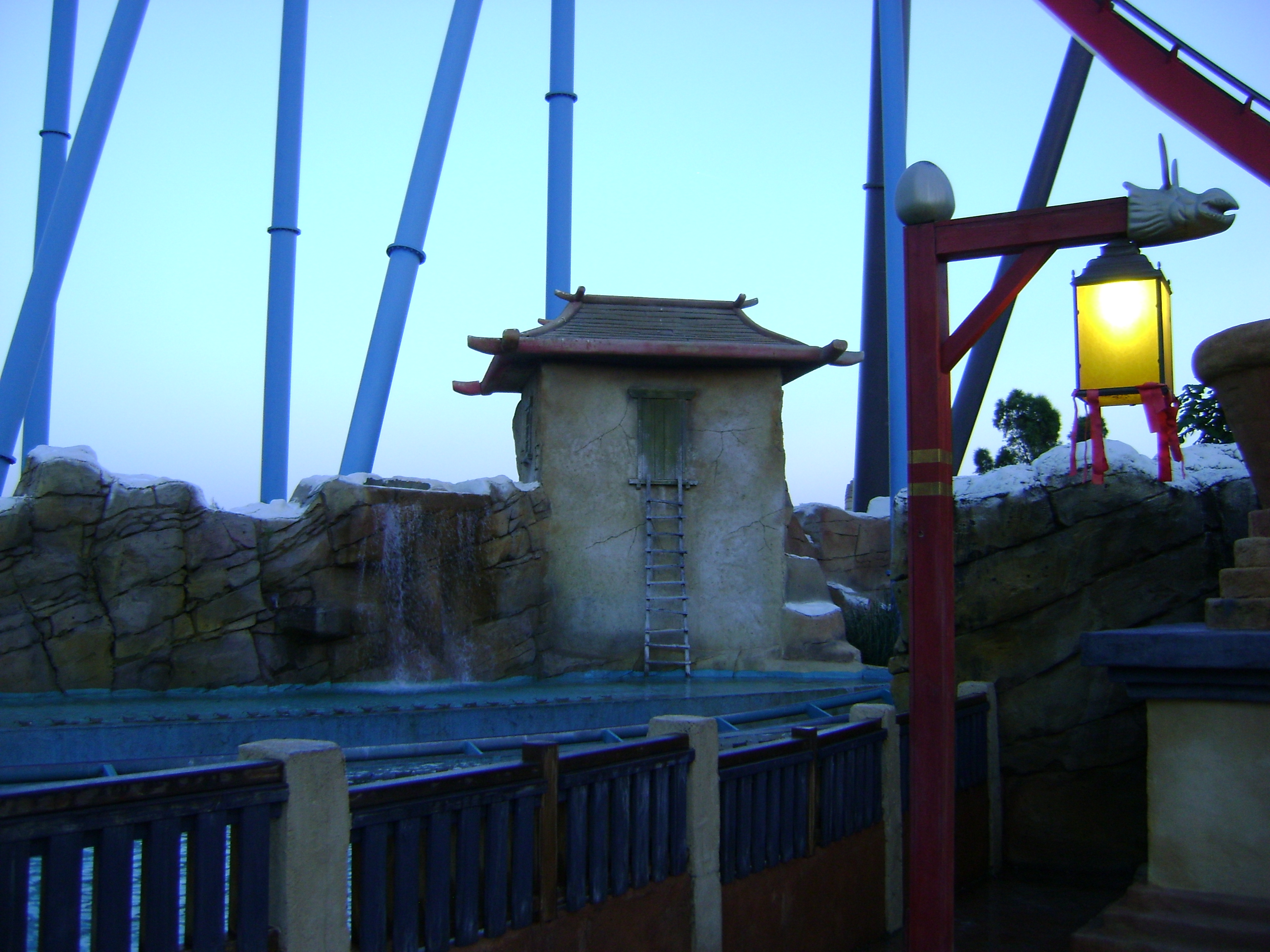

#### Вистави
- Шоу мильних бульбашок
- Ми - покоління музики

Хелловін:
- Таємниця 3 - Воскресіння
- Рок симфонія - таємниця

Різдво:
- Різдвяний подарунок
- Зима. Магія. Мильні бульбашки

### Полінезія
Барвисте театралізоване шоу, атракціони, кафе, оформлення переносять відвідувачів у Полінезії.
У Полінезії примітний атракціон Tutuki Splash, що представляє собою човен, яка пропливе в печерах і з'їде з двох спусків.
Тут знаходиться кінотеатр 4D Sea Odisea. Захоплюючий сюжет нікого не залишить байдужим.

#### Вистави
- Алоха Таїті
- Райські птахи
- Шати Бора-Бора
- Морська Одіссея 4D

Хелловін:
- Джунглі страху
- Гості темряви

Різдво:
- Різдво на Бора-Бора

### Сезам-Авентура
Країна дітей, де є атракціони навіть для самих маленьких відвідувачів. Все, від трирічних до дорослих знайдуть там розваги. Літачки, які їздять по рейках над зоною Сезам, а також вільне падіння (уповільнене, низька), карусель «аероплан», керовані рибки і багато іншого.

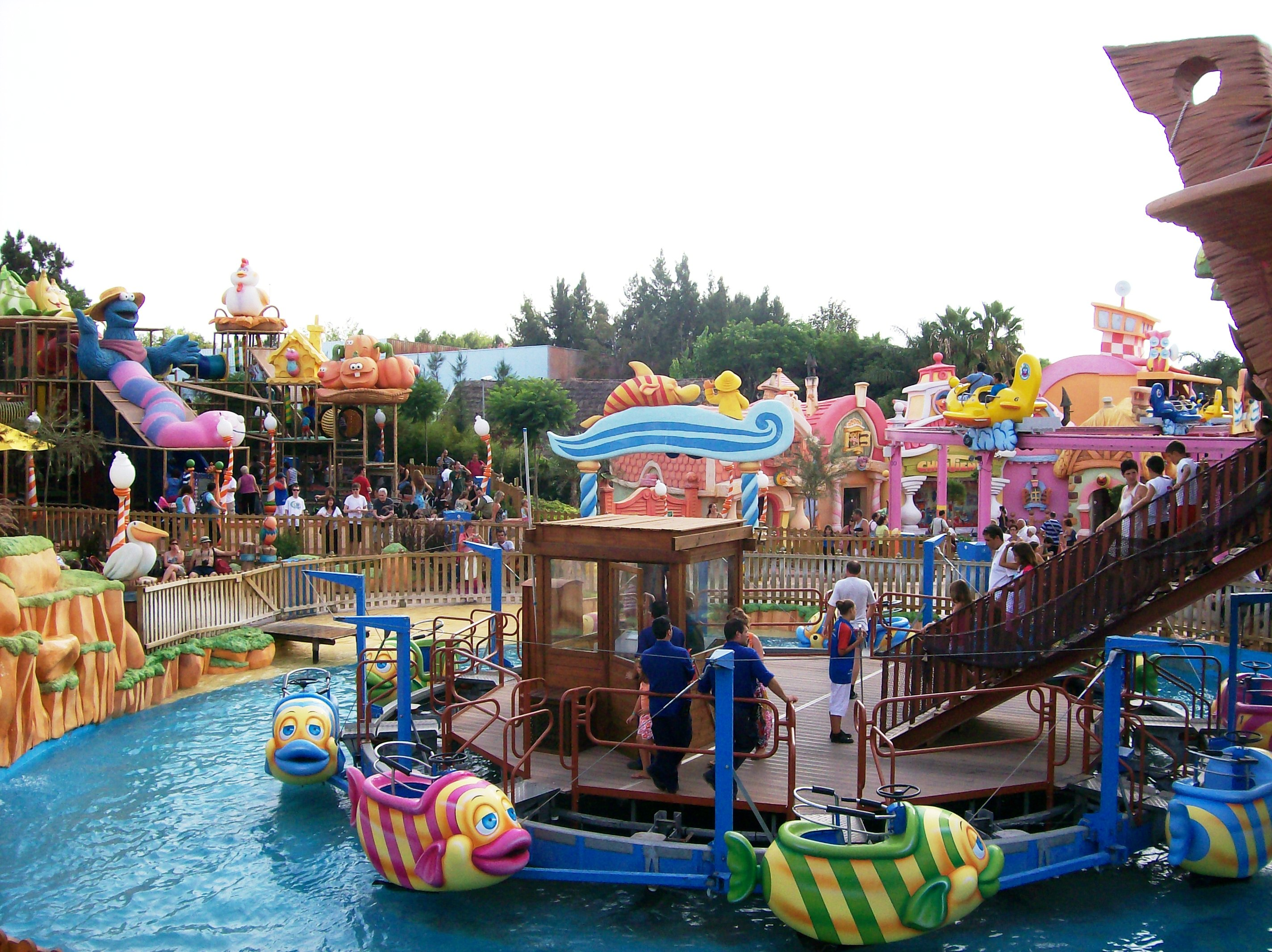
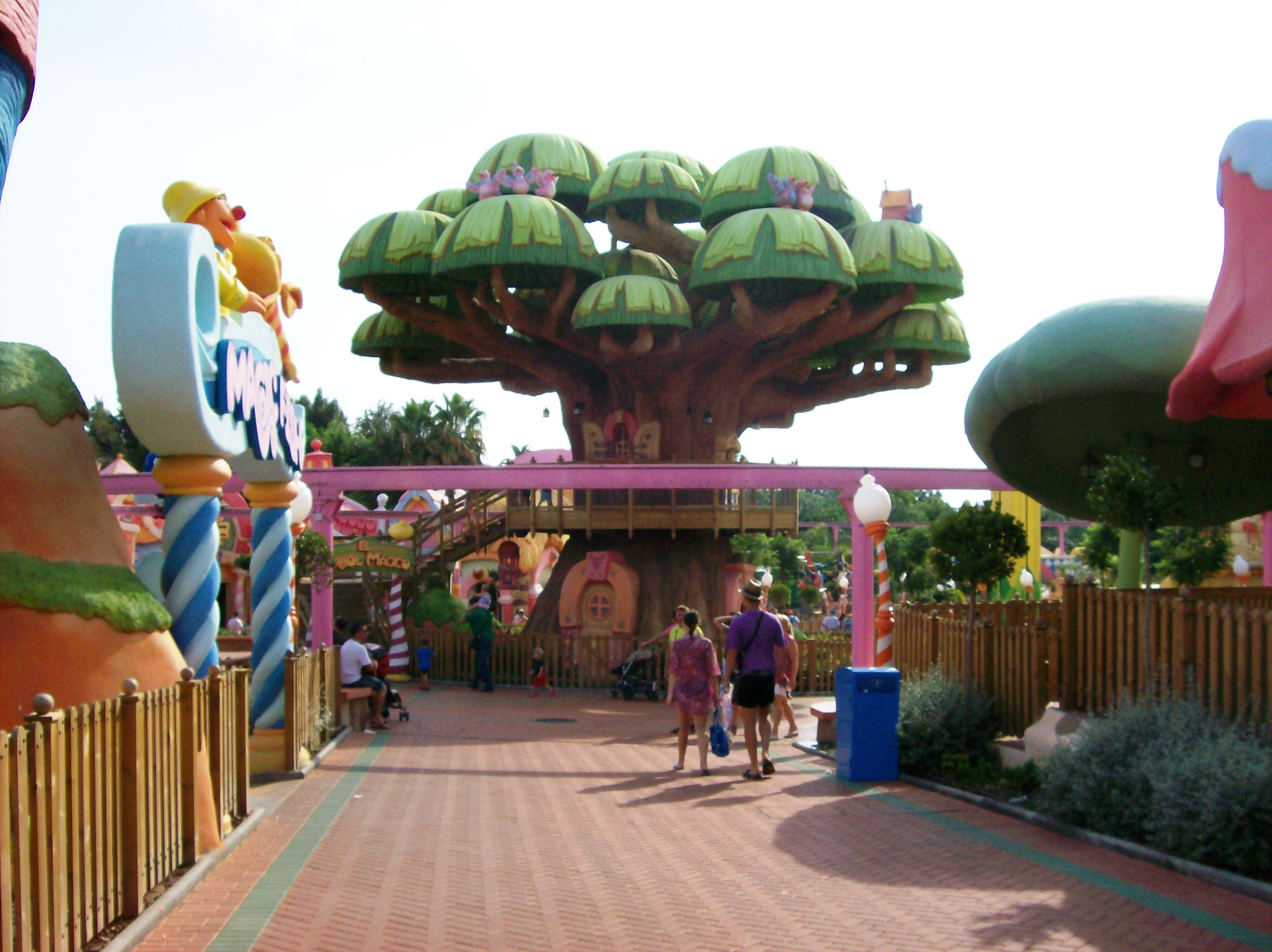

#### Вистави
- Політ з СезамАвентура

Хеллоуїн:
- Хеллоуїн в СезамАвентура

Різдво:
- ¡У СезамАвентура Різдво вже настав!

## Аквапарк «Коста Кариби»

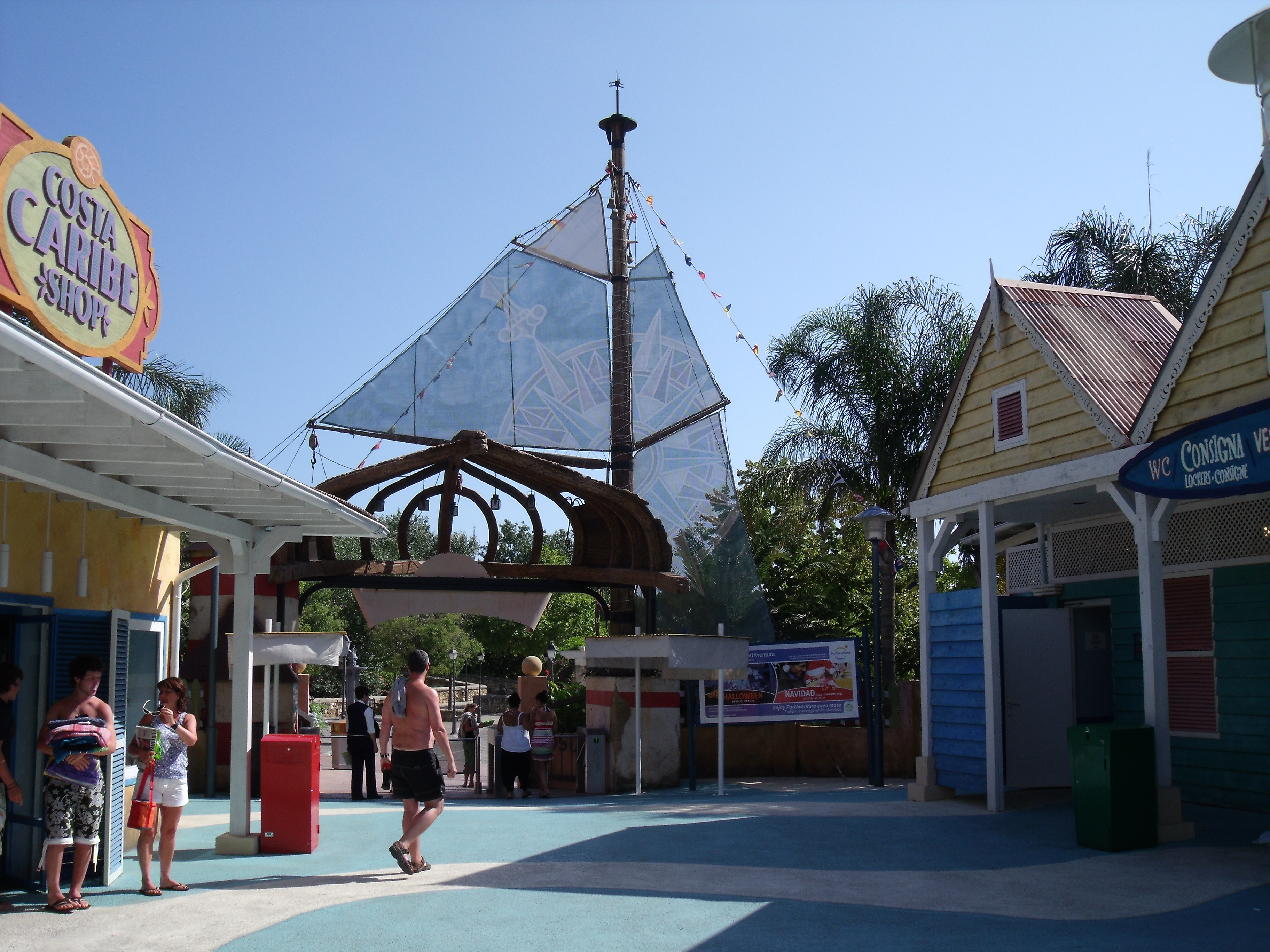

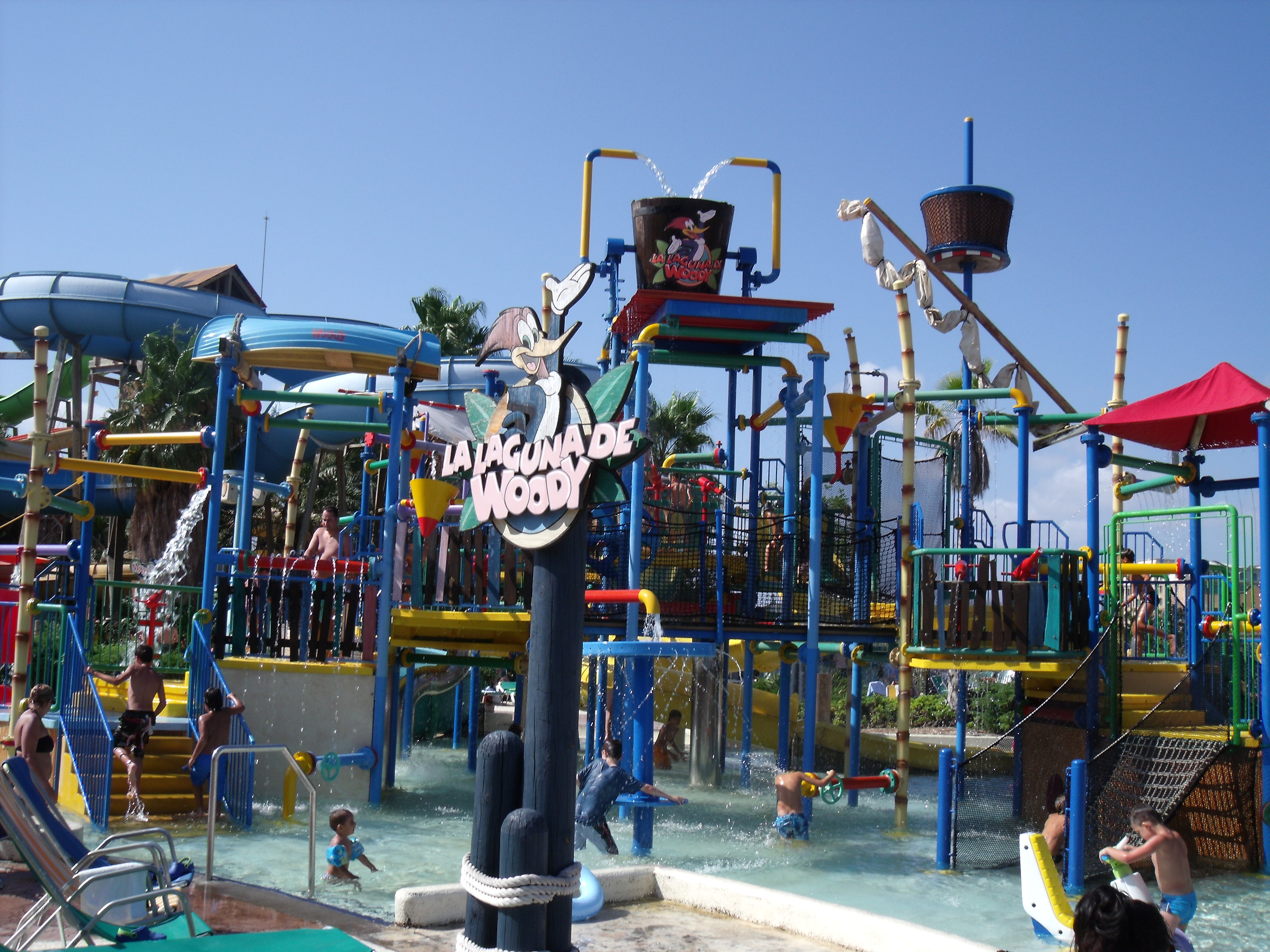

«Коста Кариби» - це аквапарк, який є частиною курорту «Порт Авентура». Його площа дорівнює 50 тис. Кв. м. Аквапарк виконаний в стилі Карибського басейну, де є все необхідне для чудового відпочинку - пляжі, пальми, латиноамериканська музика і реггі, а також численні магазини і ресторани. 18 травня 2013 року відбулося відкриття нової розширеної версії Самого Високого в Європі Водного Тобогган (водна гірка з відкритим верхом) - король Кахуна.

### Атракціони
- Король Кахуна: найвища в Європі гірка вільного падіння висотою 31 метр, що рівнозначно 12-поверхової будівлі. Нахил гірки становить 55 °, а швидкість спуску досягає 6 метрів в секунду. Є фото звіт.
- Тропічний Циклон: тобогган висотою 19,64 метрів, загальною протяжністю хвилеподібною траси понад 100 метрів, з 2 перепадами висоти.
- Швидка Гонка: гірка з 6 доріжками, де також присутні перепади висот, а також є водоспади. Спуск здійснюється за допомогою особливої підстилки-матраца.
- Пляж Сезам: Дитячий басейн має два рівня глибини: 50 см і 30 см. Одним з центральних елементів цієї зони є піратський корабель з 4 гірками, а також персонажі Вулиці Сезам. Поруч з дитячим басейном розташований Splash Pad - невелика ігрова зона з інтерактивними водними струменями, які так приваблюють дітей.
- Райський Пляж: Сполучений з дитячим басейном, але розташований рівнем вище, тим самим створюючи водоспад, що спускається прямо в дитячий басейн. Також, там є водні джерела, нагадують джакузі.
- Кайо Кукі, ігрова зона з численними водними струменями і водними фігурами, що з'являються несподівано.
- Піратський Галеон, піратський корабель з персонажами Вулиці Сезам, побудований спеціально для самих маленьких відвідувачів парку. 4 гірки спускаються прямо в дитячий басейн.
- Бермудський трикутник, басейн з штучними хвилями.
- Пляж Багама, зона відпочинку навпроти «Бермудського трикутника».
- Внутрішня зона, внутрішній басейн, де можна сховатися від сонця. Зі стелі тут спускаються водяні струмені, також є ігри для найменших.
- Мамбо Лімбо, 2 тобоггани висотою 12 метрів, з плавним спуском. Підходить для всіх. Вихід на спуск він ділить з «Баракуда».
- Барракуди, 2 гірки висотою 20 метрів з плавним спуском. Використовується спеціальний матрац-підстилка для двох або одного. Зелена гірка має як відкриття, так і закриті частини. Вихід на спуск розділяє з Мамбо Лімбо.
- Тайфун, 2 тобоггана закритого типу, які починаються на висоті 15 метрів над землею і мають багато несподіваних поворотів і змін висот. Рух відбувається в повній темряві. Вважається досить сильним атракціоном.
- Божевільний Ріо, спокійна річка, яка проходить через стару частину Порт Авентура (туди не входить зона, відкрита в 2013 році). Численні джерела і різноманітні водні ефекти роблять подорож ще більш цікавим. Спуск відбувається на спеціальних матрацах.
- Лагуна Вуді, дитячий басейн зі спеціальною структурою і гірками в центрі, присутні освіжаючі водні ефекти.
- Торренте, човни, розраховані на 4 осіб спускаються по каналу з численними вигинами і поворотами. Подорож закінчується в басейні. Загальна протяжність становить близько 200 метрів. Є фото звіт.

## Галерея

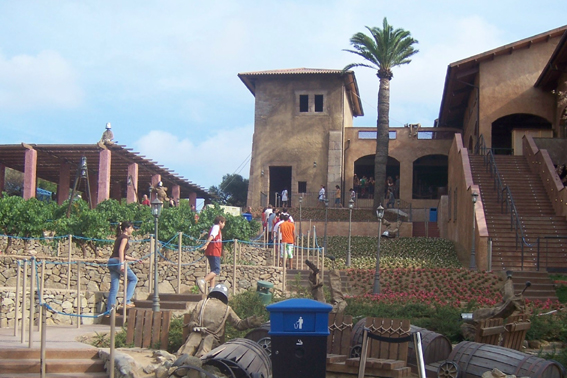
Вхід на станцію Furius Baco
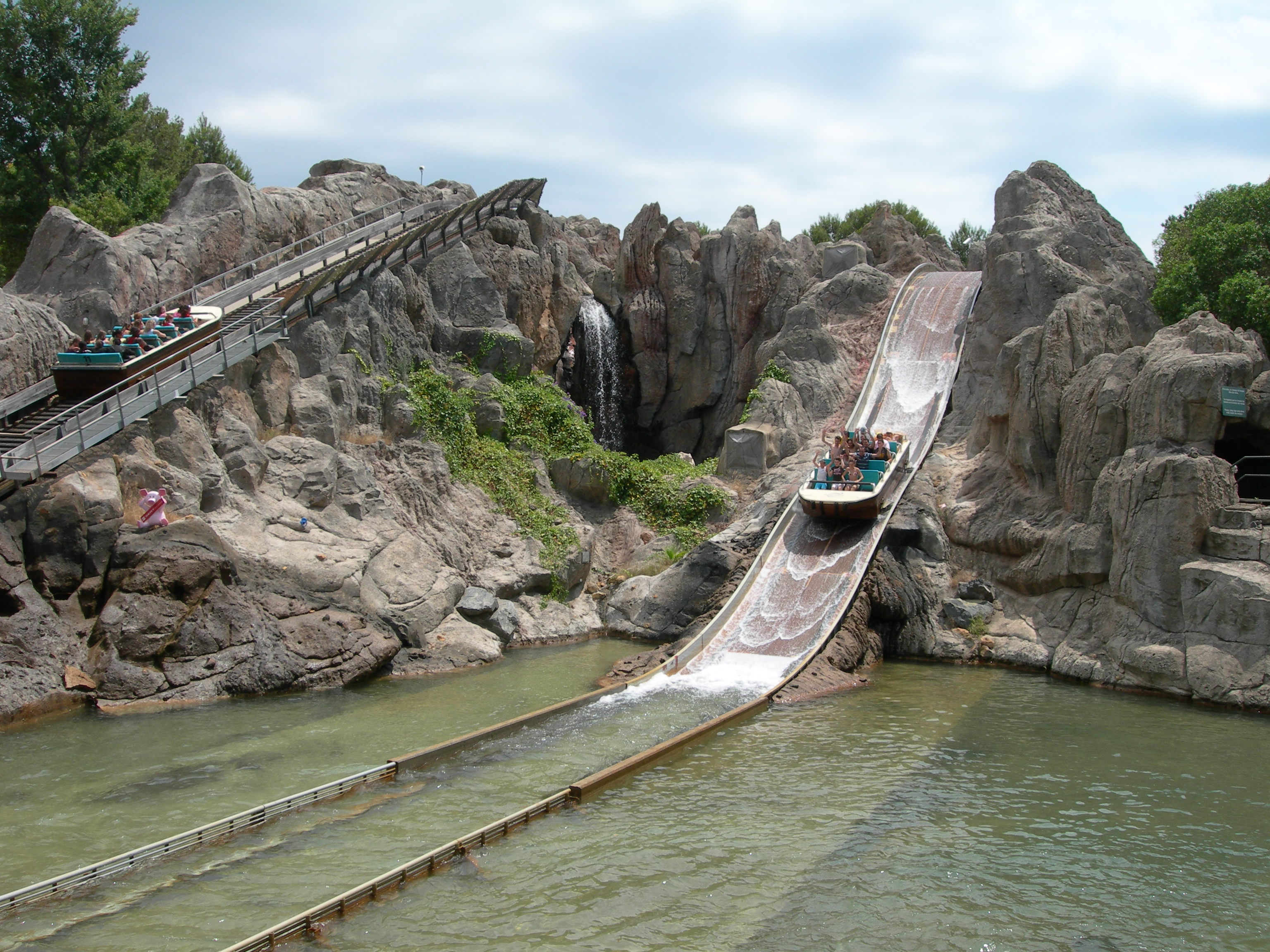
Tutuki Splash
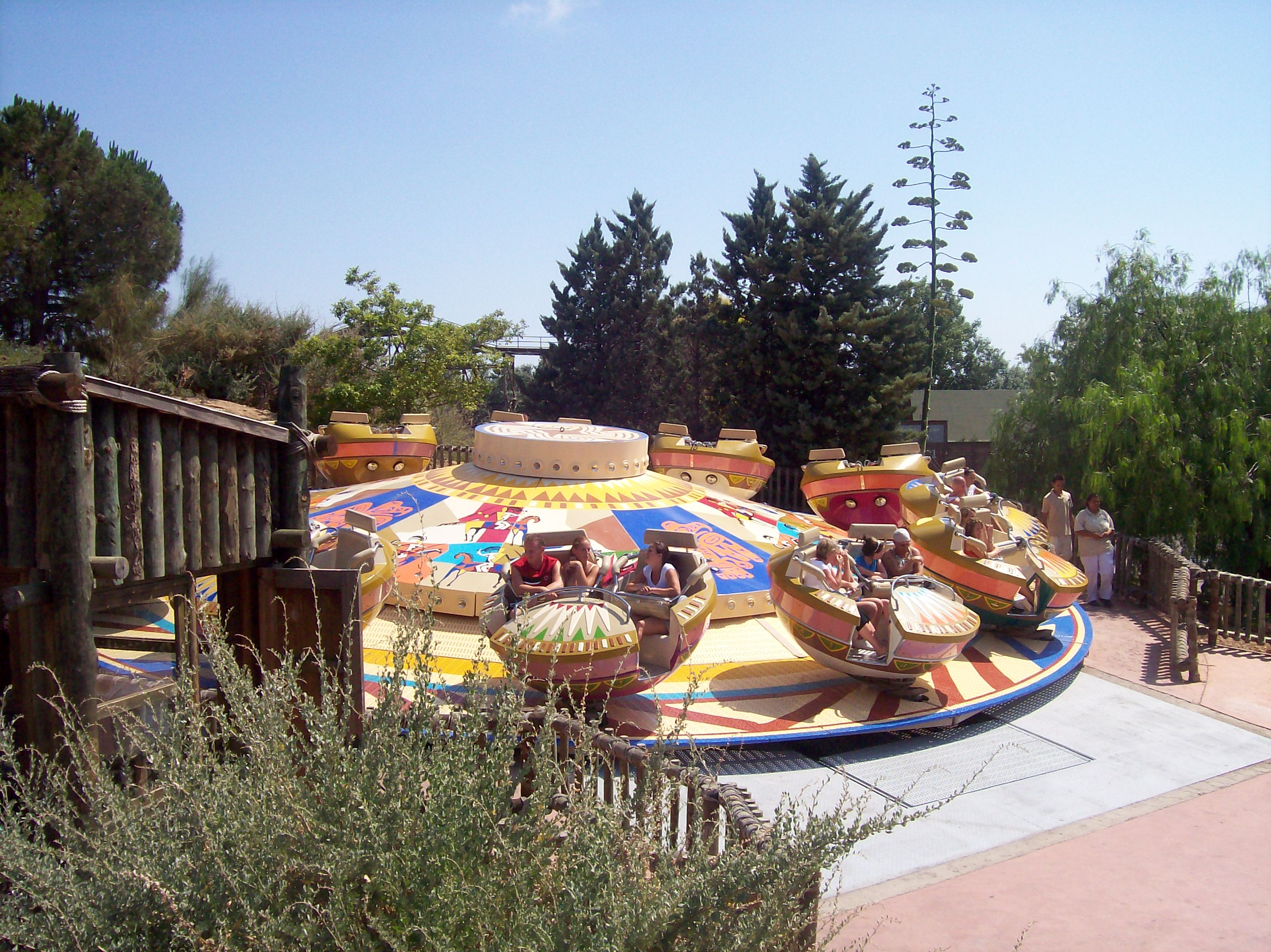
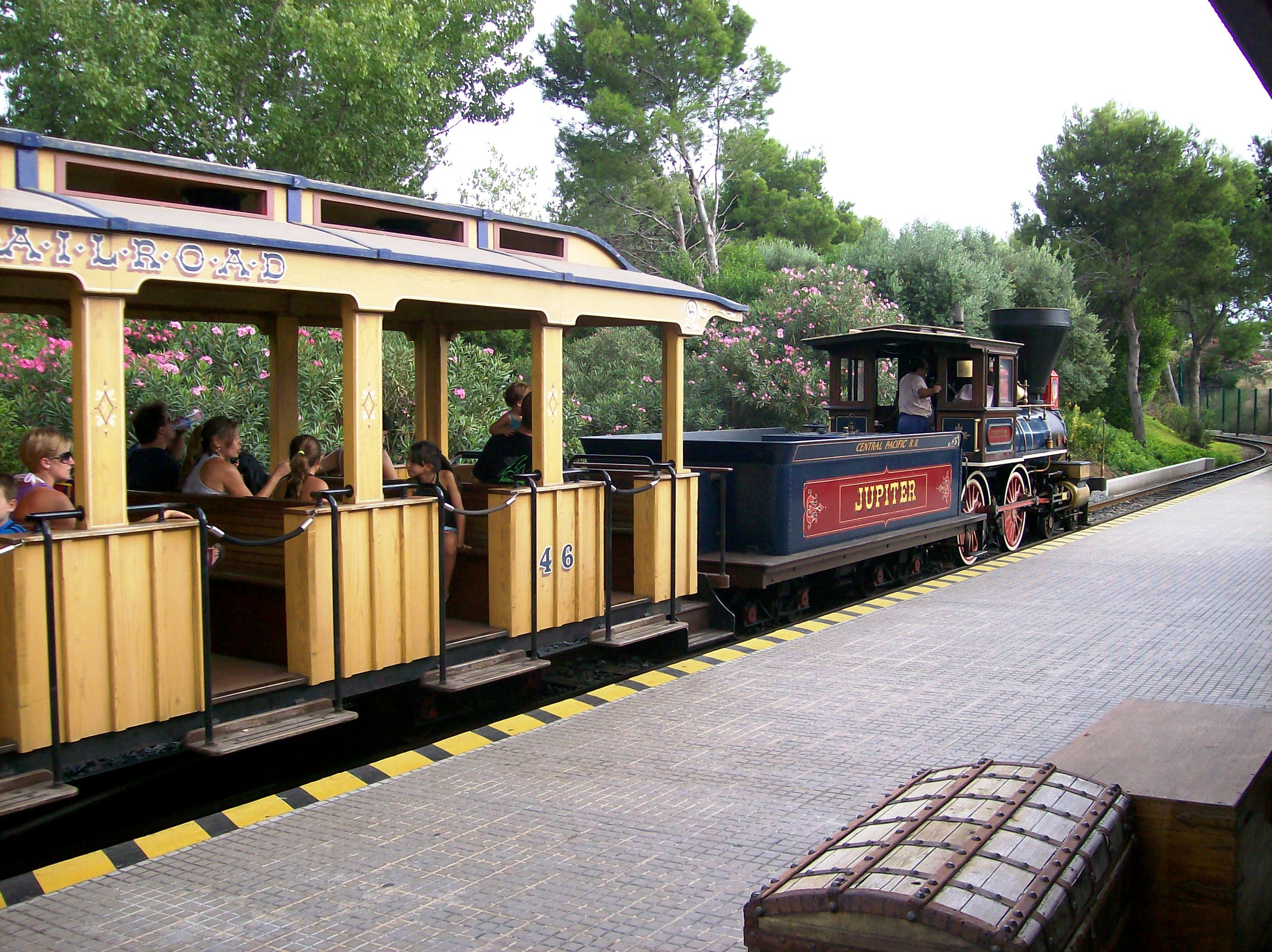
Цей поїзд відвезе вас в будь-яку частину парку
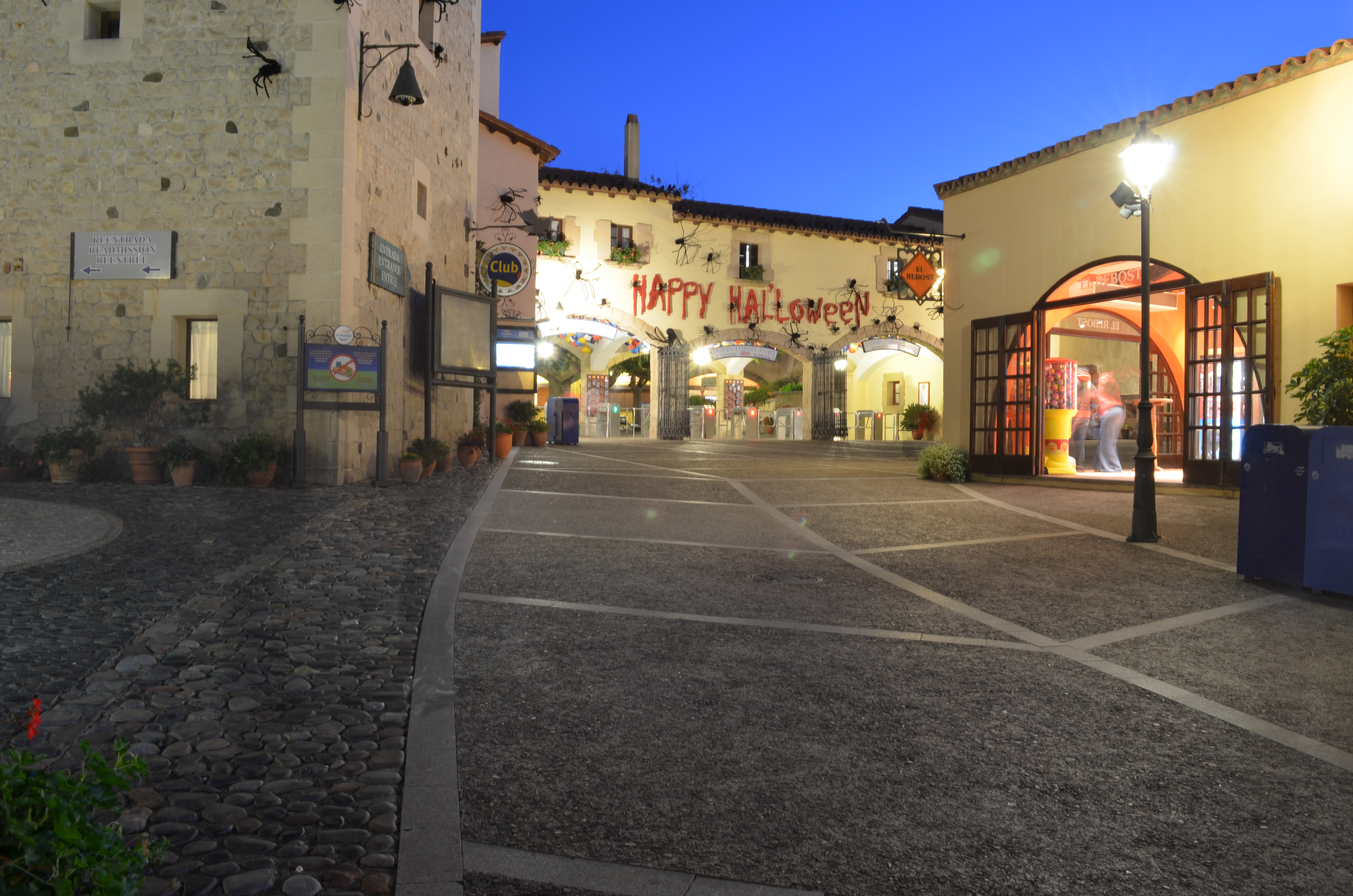
ПортАвентура парк
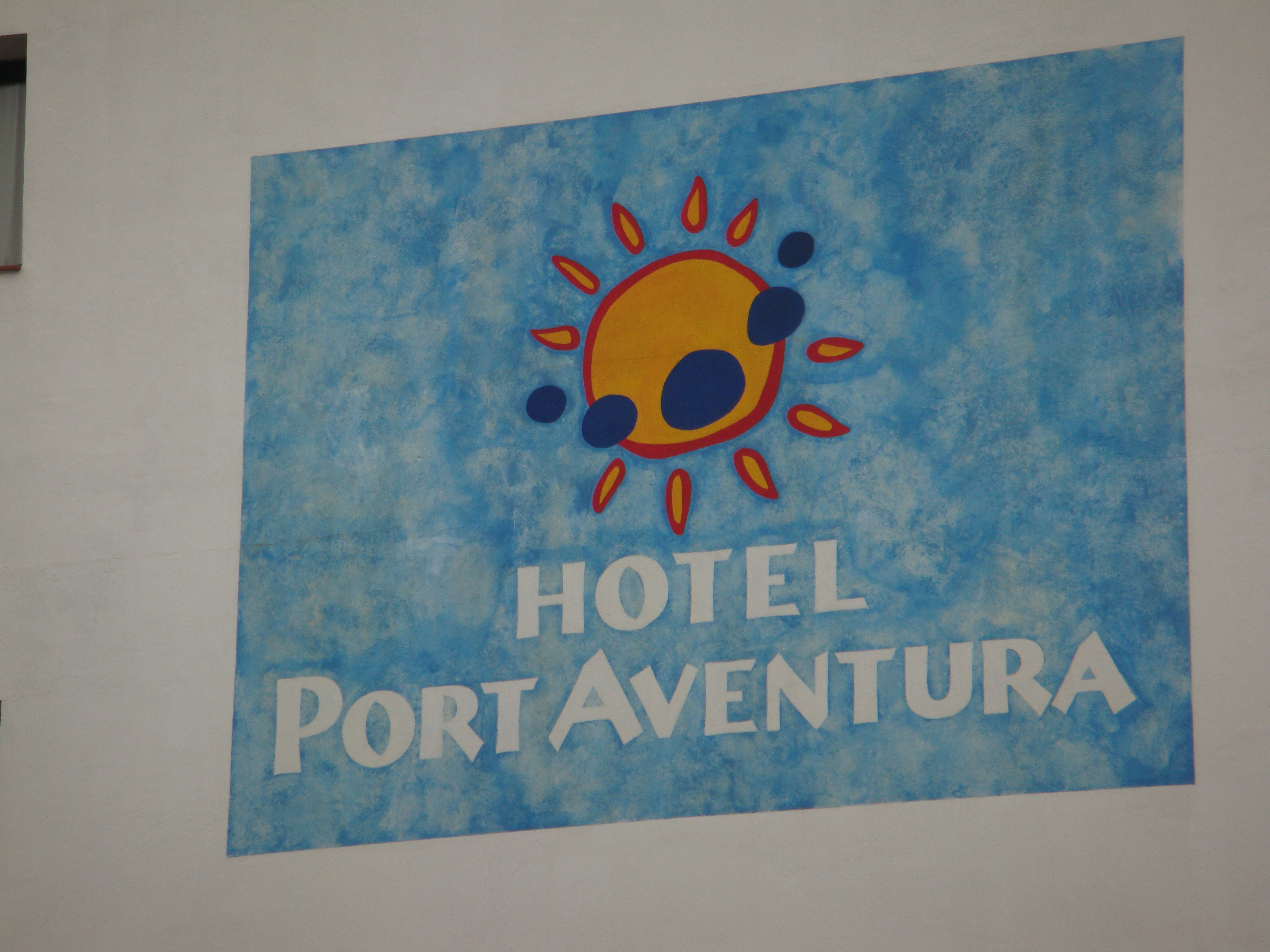
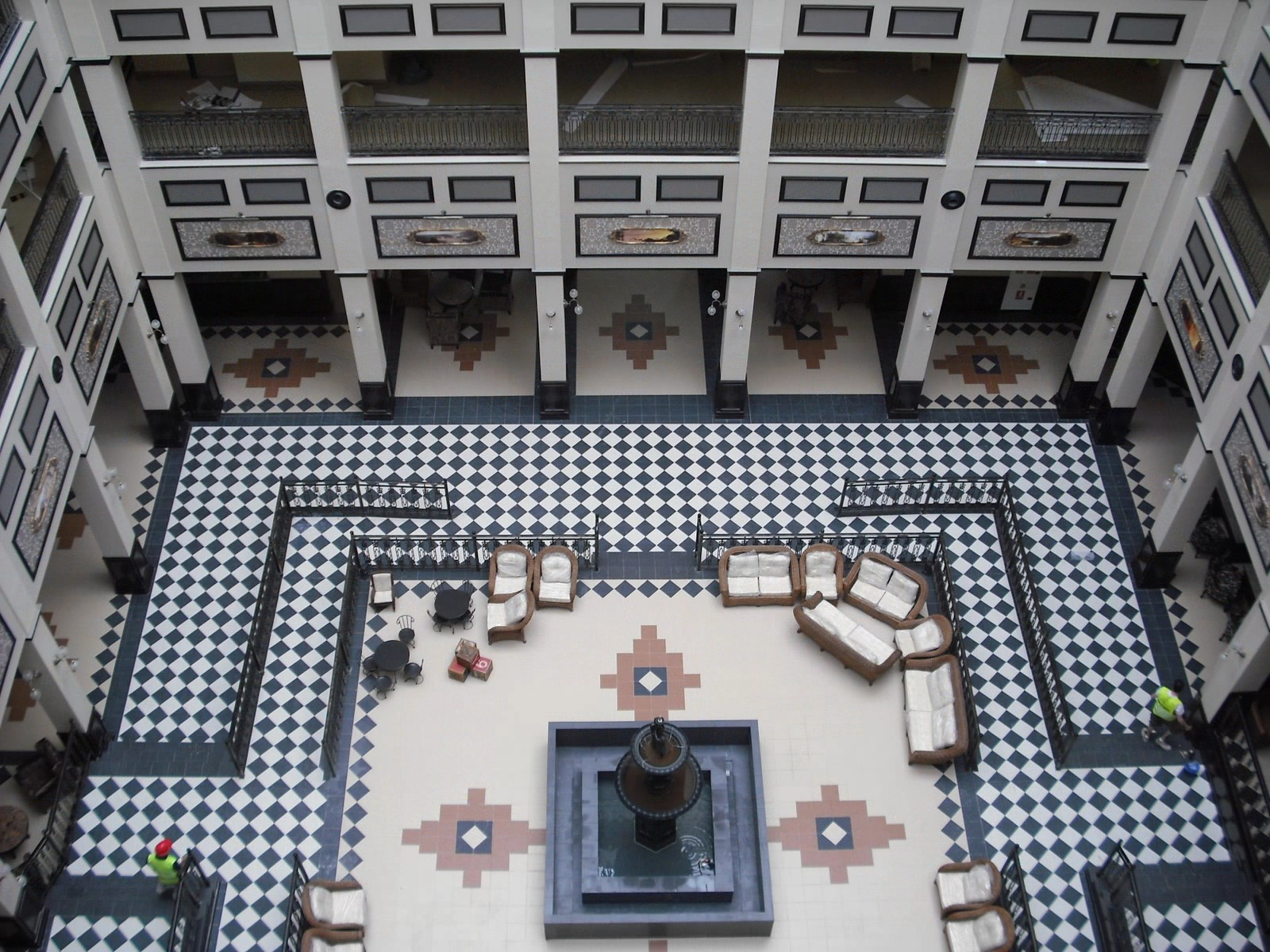
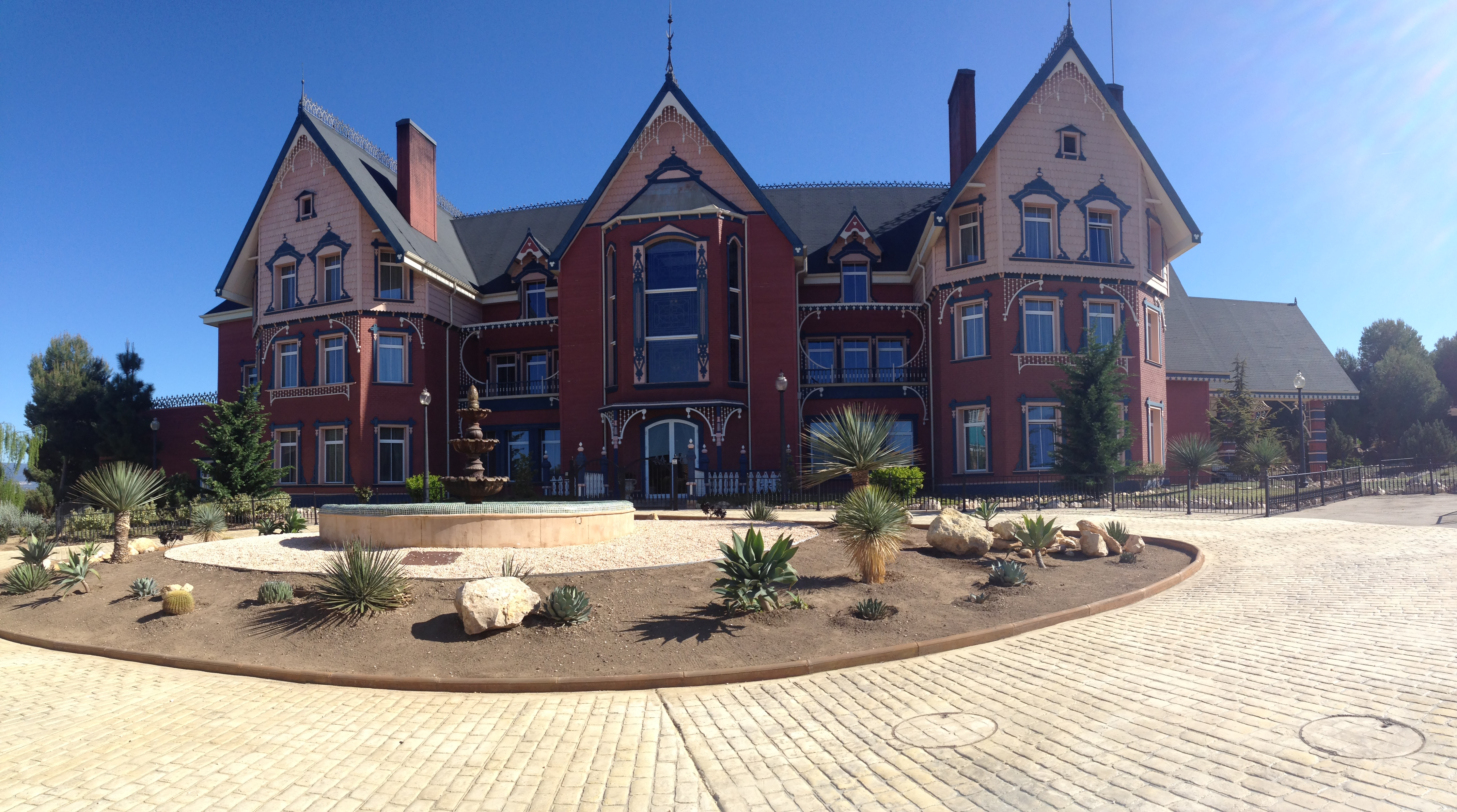
Mansión de Lucy
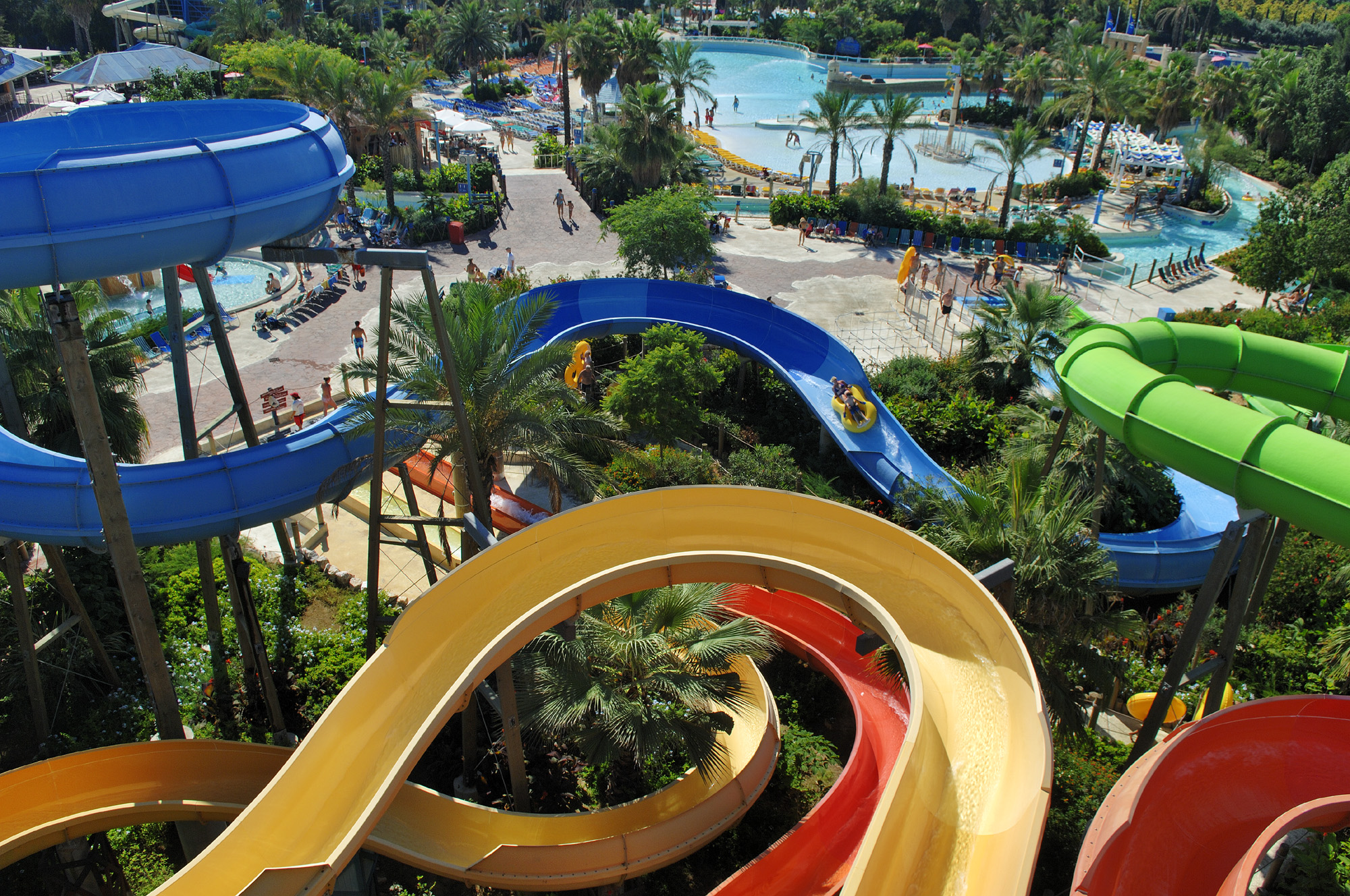
PortAventura Caribe Aquatic Park
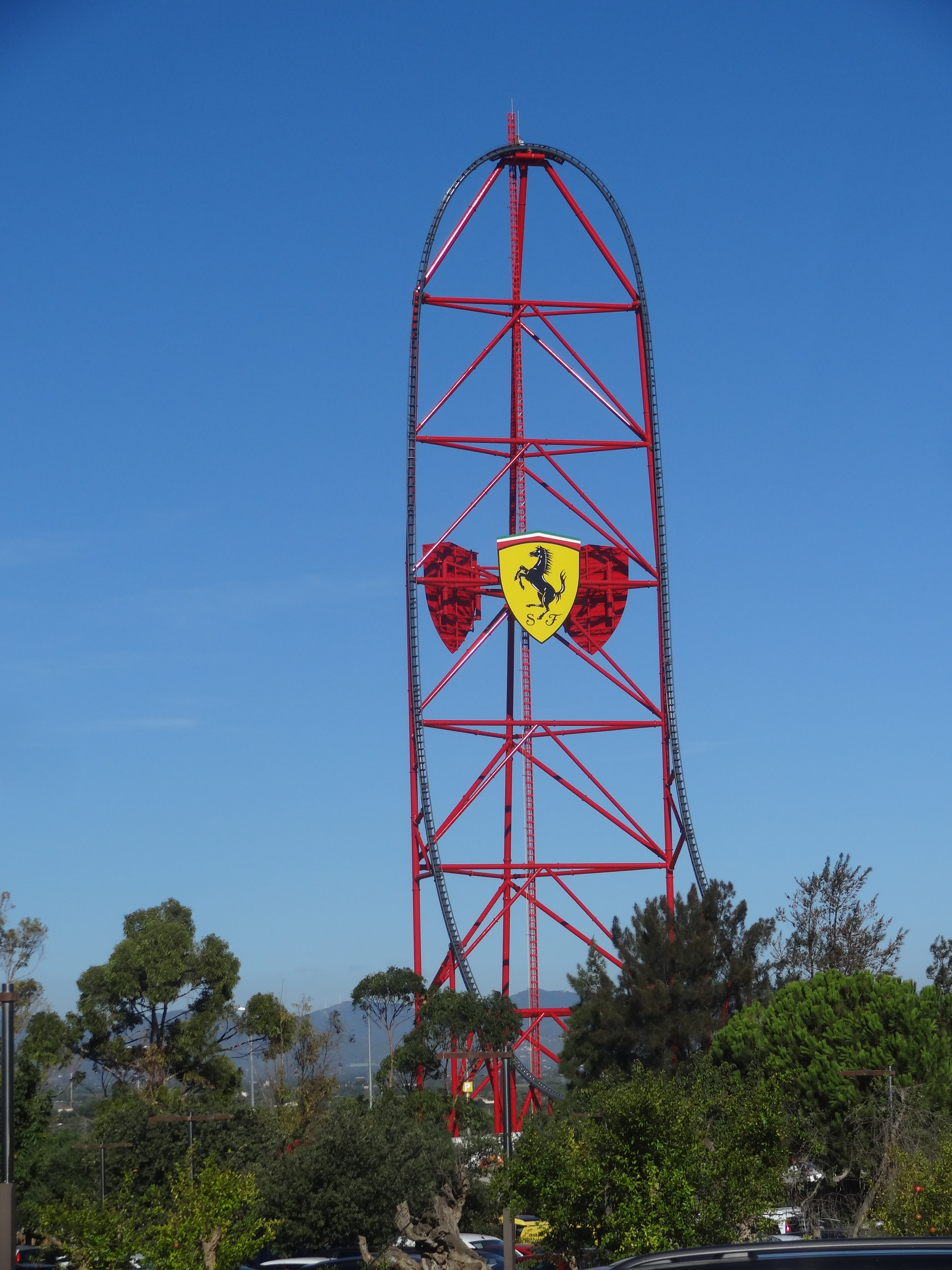
Red Force
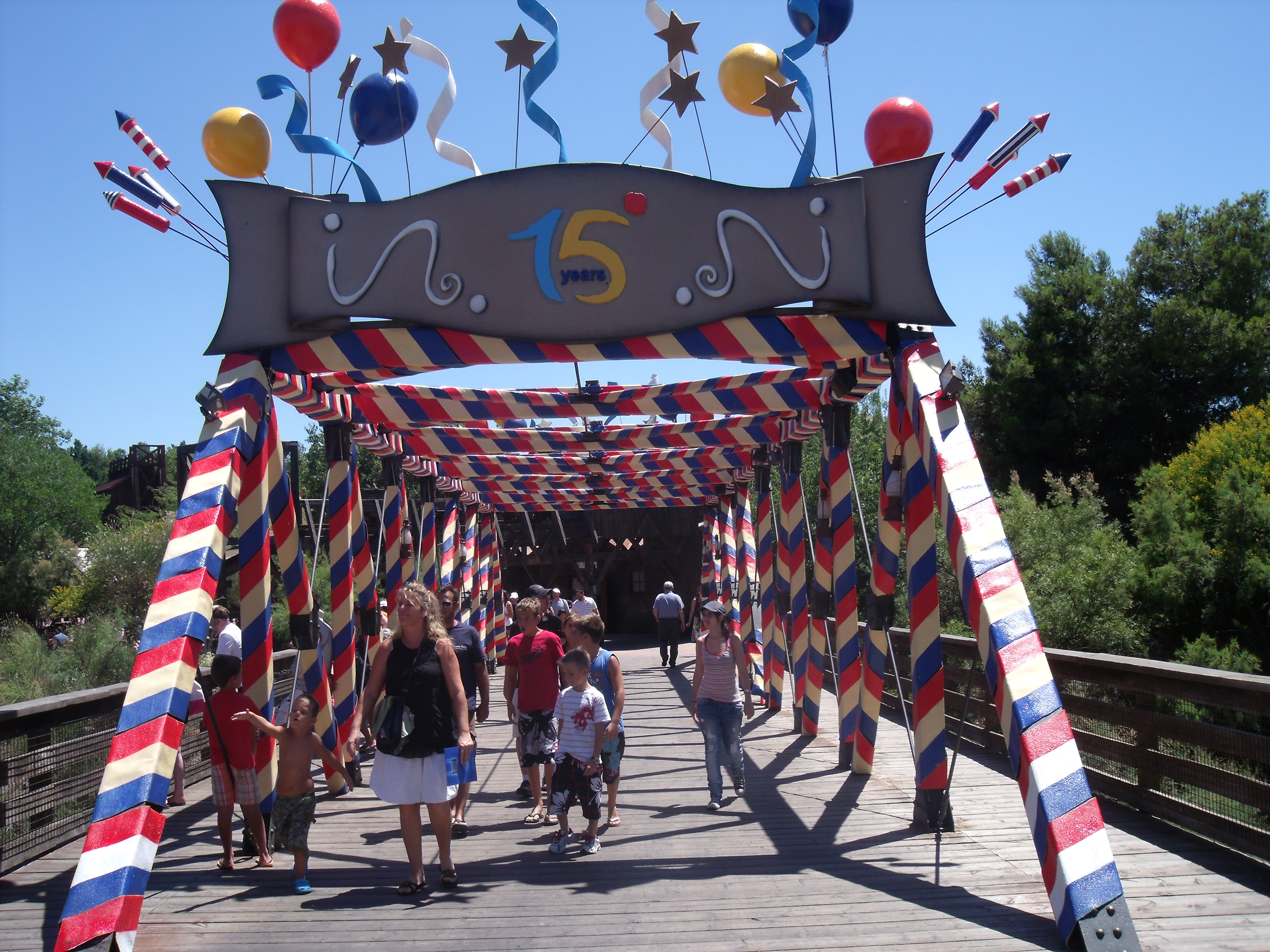
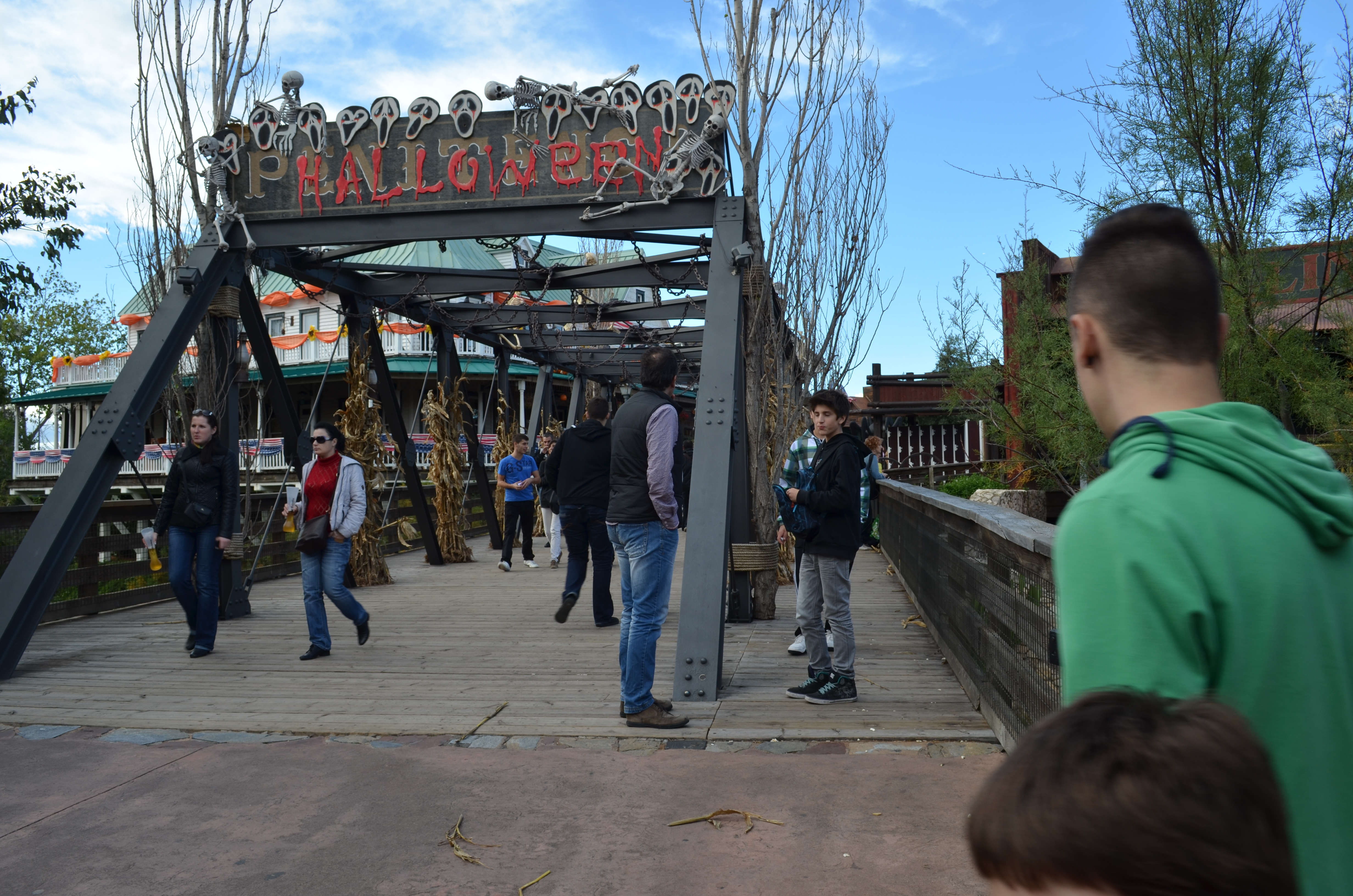
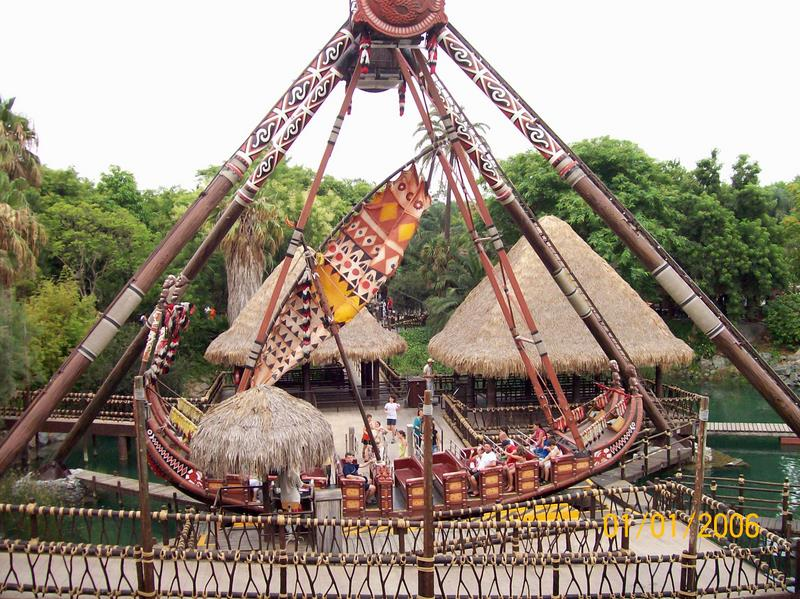
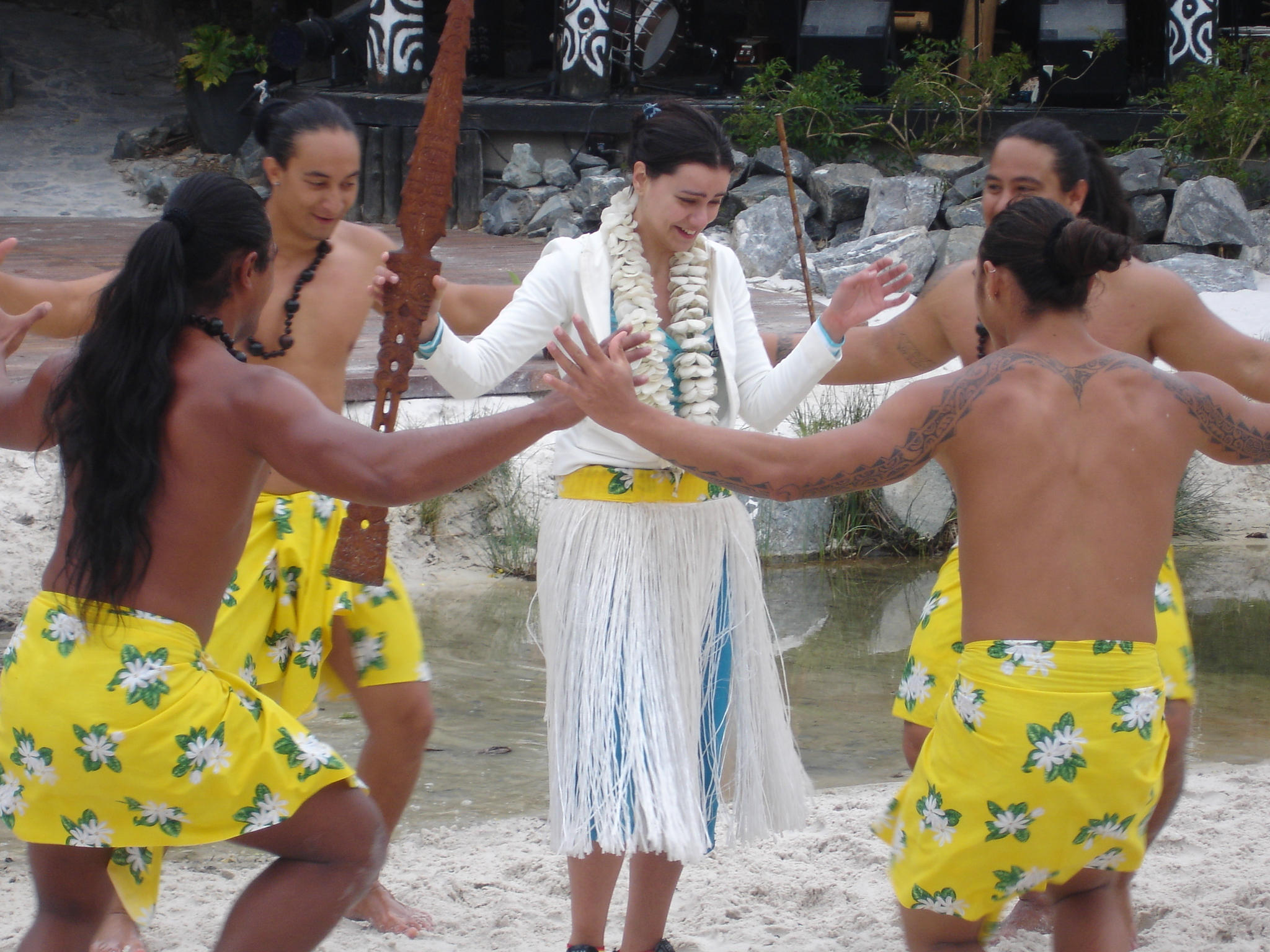
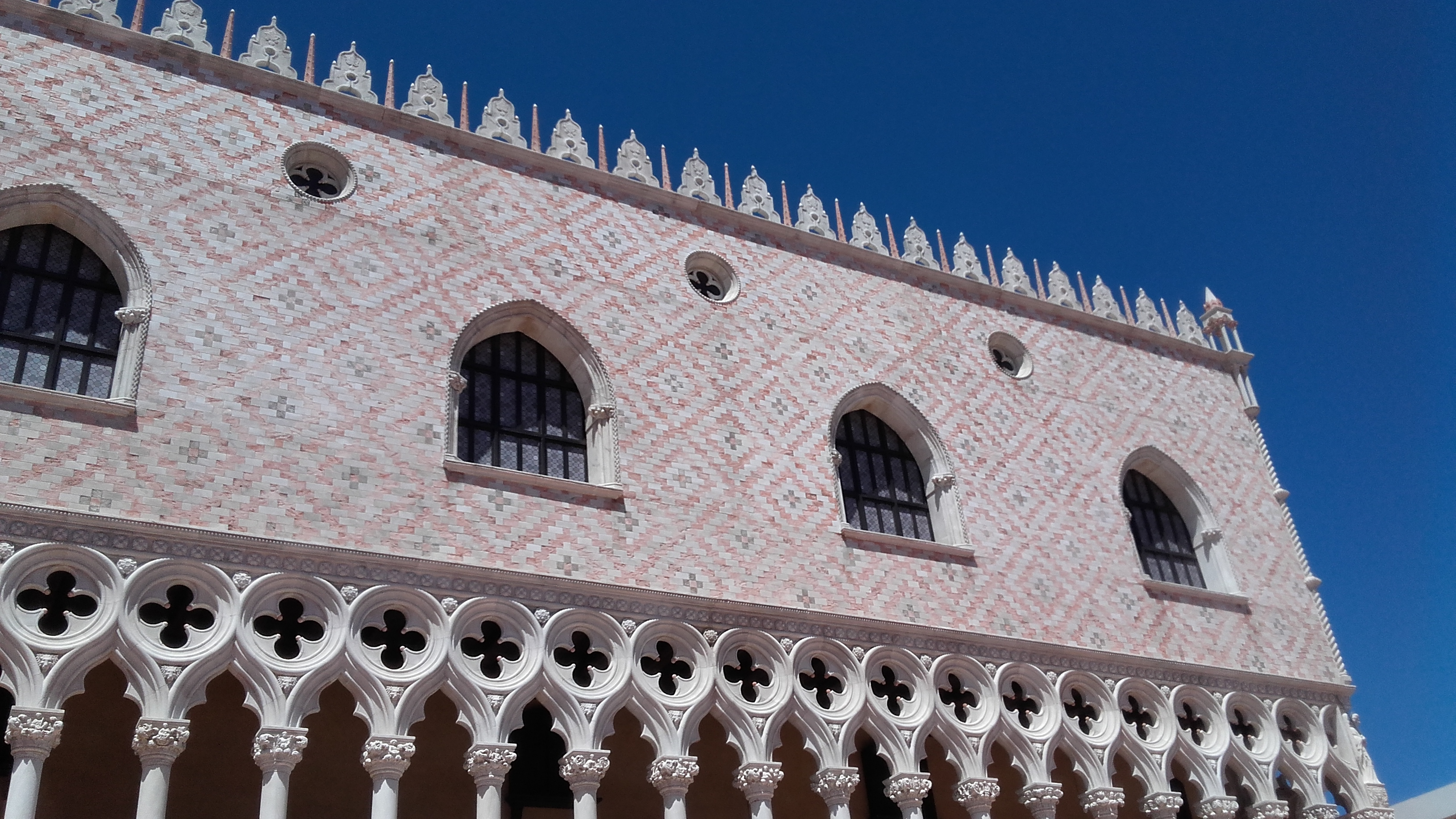
Ferrari Land
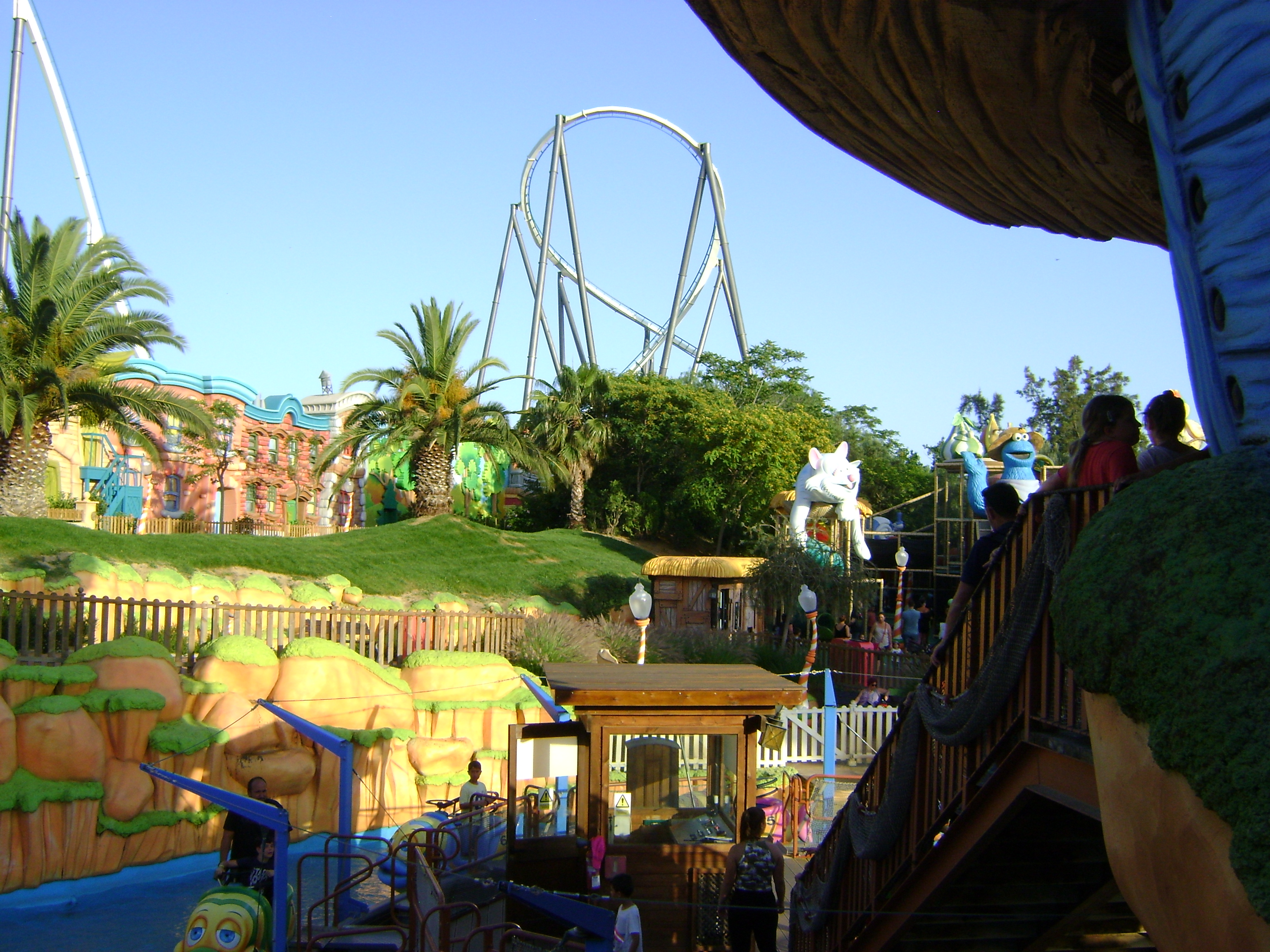